# باژامون
باژامون (به فرانسوی: Bajamont) یک کمون (فرانسه) در فرانسه است که در canton of Agen-Nord-Est واقع شده‌است. باژامون ۱۲٫۲ کیلومتر مربع مساحت دارد ۶۳ متر بالاتر از سطح دریا واقع شده‌است.